# 류제희
류제희(柳濟熙, 1983년 3월 8일 ~ )는 대한민국의 배우이다.

## 출연 작품

### 드라마
- 2014년 가족끼리 왜 이래 - 공 비서 역
- 2011년 빛과 그림자
- 2011년 계백 - 효소 역
- 2011년 미스 리플리
- 2011년 신의 퀴즈 2 - 갤러리 관장 역
- 2010년 역전의 여왕 - 비서 역
- 2009년 살맛납니다

## 수상
- 2005년 엘리트모델룩 코리아 엔터테인먼트상